# Hartegasse
Hartegasse ist ein Ortsteil der Gemeinde Lindlar, Oberbergischer Kreis im Regierungsbezirk Köln in Nordrhein-Westfalen (Deutschland).

## Lage und Beschreibung
Hartegasse liegt nördlich von Lindlar. Städtebaulich ist Hartegasse mit Kapellensüng und Steinenbrücke verwachsen. Durch den Ort verläuft die Landesstraße 284, die über Wipperfürth und Untereschbach (Overath) bis nach Köln-Vingst an den Rhein führt. Die Lindlarer Sülz fließt südlich am Ort vorbei.

## Geschichte
1413 wurde Hartegasse das erste Mal als hadergassen erwähnt. In anderer Lesart besteht die Ortsbezeichnung aus den Wörtern „hoar“ (= Matsch) und „gasse“ (= Weg), was auf einen tief ausgefahrenen, nassen und damit schwer passierbaren Weg hindeutet. Im Bergischen Platt wird Hartegasse noch heute „Hoarjass“ ausgesprochen.
Die Topographia Ducatus Montani des Erich Philipp Ploennies, Blatt Amt Steinbach, belegt, dass der Wohnplatz bereits 1715 ein Dorf ohne Kirche ist, der als Hadergas beschriftet ist. Carl Friedrich von Wiebeking benennt die Hofschaft auf seiner Charte des Herzogthums Berg 1789 als Hodergass. Aus ihr geht hervor, dass der Ort zu dieser Zeit Teil der Honschaft Breun im Oberen Kirchspiel Lindlar war.
Der Ort ist auf der Topographischen Aufnahme der Rheinlande von 1825 als Haddergasse verzeichnet. Die Preußische Uraufnahme von 1840 zeigt den Wohnplatz unter dem Namen Hartegasse. Ab der Preußischen Neuaufnahme von 1894/96 ist der Ort auf Messtischblättern regelmäßig als Hartegasse verzeichnet.
1822 lebten 127 Menschen im als Hof kategorisierten und Hadergass bezeichneten Ort, der nach dem Zusammenbruch der napoleonischen Administration und deren Ablösung zur Bürgermeisterei Lindlar im Kreis Wipperfürth gehörte. Für das Jahr 1830 werden für den als Hadergaß bezeichneten Ort 132 Einwohner angegeben. Der 1845 laut der Uebersicht des Regierungs-Bezirks Cöln als Weiler und Fruchtmühle kategorisierte Ort besaß zu dieser Zeit 18 Wohngebäude mit 190 Einwohnern katholischen und einem Einwohner evangelischen Bekenntnisses.
Die Gemeinde- und Gutbezirksstatistik der Rheinprovinz führt Hartegasse 1871 mit 39 Wohnhäusern und 214 Einwohnern auf. Im Gemeindelexikon für die Provinz Rheinland von 1888 werden für Hartegasse 32 Wohnhäuser mit 238 Einwohnern angegeben. 1895 besitzt der Ort 44 Wohnhäuser mit 222 Einwohnern und gehörte konfessionell zum katholischen Kirchspiel Süng, 1905 werden 28 Wohnhäuser und 226 Einwohner angegeben.

## Sehenswürdigkeiten
- verschiedene alte Wegekreuze
- vom Friedhof in Kapellensüng führen sieben Fußfälle durch Hartegasse bis nach Ohl
- 12 alte Fachwerkhäuser aus dem 18. Jahrhundert
- 1 altes Fachwerkhaus mit Wandrelief von 1836

## Busverbindungen
Haltestelle Hartegasse:
- 332 Wipperfürth – Lindlar – Remshagen – Engelskirchen Bf. (OVAG)
- 335 Frielingsdorf – Hartegasse/Fenke – Lindlar – Linde – Biesfeld – Dürscheid – Herkenrath – Sand – Bergisch Gladbach (S) (OVAG)